# ミッキーの魔術師
『ミッキーの魔術師』（ミッキーのまじゅつし、原題：Magician Mickey）は、ウォルト・ディズニー・プロダクション（現：ウォルト・ディズニー・カンパニー）が制作したアニメーション短編映画作品。1937年2月6日公開。ミッキーマウスの短編映画シリーズの一作品である。

## あらすじ
とある劇場でマジックショーが開かれていた。舞台天井裏ではグーフィーが照明チェックをしており万全な体制を整えていた。チェックは完了し、いざショーの始まりである。音楽と共に魔術師・ミッキーマウスが登場し、まずミッキーはシルクハットと杖を使って2つをテーブルにするマジックを、次にマントを鳥にするマジックを披露。観客は大拍手だったが、1人ドナルドダックは不平不満でいた。
そんなことは気にせずミッキーは風船マジックを披露するがドナルドは割っていたずらを始める。2つ目の風船を割ると風船は海老に変化した。いたずらの仕返しである。ドナルドは海老をミッキーに投げるが、ミッキーは海老を消し再び風船マジックを披露し観客を喜ばせていた。終わったその時、スポットライトのトラブルが発生した。グーフィーの電球取り替えでスポットライトは回復。お次はトランプの手品を披露。しかしドナルドはふいごで妨害。ミッキーはトランプを鳥に変化させ困難を乗り越えた。ここでミッキーはドナルドにトランプ一揃いを見せながら魔術をかけ、以後ドナルドは怒鳴り散らすと、トランプのカードを口から吐くようになる。なおも不満なドナルドはラムネを投げるもミッキーの魔術でラムネは勢いよくドナルドに集中。観客は大拍手だったが、その隙にドナルドはミッキーの持っていた杖を奪って、偶然に魔術でラズベリー味のアイスクリームを出したがアイスクリームはドナルドの顔に勢いよく噴き出した。
ドナルドはミッキーを襲い掛かろうとしたがミッキーはドナルドを小さくし分身マジックを披露した。終わるとミッキーはぐちゃぐちゃにして、弾を詰めるように銃に詰め用意したテーブルの上にある卵に向けて発射した。そしてドナルドの入った卵をミッキーはシルクハットに入れ杖でかき混ぜた。そしてみるみるうちにシルクハットは溶けドナルドは元の大きさに戻った。観客は大拍手だったがドナルドは再び杖を奪ってミッキーに抵抗するも杖は植木のように変化しドナルドをボコボコに殴り舞台裏まで飛ばされ上から降る瓦礫の山に叩きのめされる。
たまらずドナルドはミッキーに襲いかかるも、ミッキーはさらにドナルドを利用して変身マジックを披露し、4段階変化させ観客を喜ばせていた。とうとう堪忍袋の緒が切れたドナルドはミッキーの持っていた銃を奪って発砲する。だが出て来たのは銃弾ではなく花火。ミッキーは花火ともども舞台天井裏まで飛ばされ、グーフィーもろとも紐にからまってしまった。ドナルドは銃を天井に向け、とどめの大花火弾を発射。弾の直撃で天井裏は大崩壊し、劇場は大パニックと化した。カバーから出てきたミッキーとグーフィーは何事もなく無傷だった。そして残った花火の直撃でカバーから出てきたのは黒こげのドナルドだった。

## その他
日本テレビ『ミッキーマウスとドナルドダック』のオープニングおよびエンディングは、両画面とも本作品の映像が使われていた。また同番組で本作を放映した際には「美味しそうな、アヒルの丸焼きはいかが？」というナレーションでオチが取られた。

## スタッフ
- 製作総指揮：ウォルト・ディズニー
- 製作：ジョン・サザーランド
- 監督：デイヴィッド・ハンド
- 作画：エド・ラヴ
- 音楽：アルバート・ヘイ・マロット

### 翻訳盤
- 翻訳：野口尊子
- 演出：向山宏志
- 録音製作：東北新社

## キャスト
| キャラクター   | 原語版               | ポニー・バンダイ版 | BVHE旧版 | BVHE新版 |
| -------------- | -------------------- | ------------------ | -------- | -------- |
| ミッキーマウス | ウォルト・ディズニー | 後藤真寿美         | 納谷六朗 | 青柳隆志 |
| ドナルドダック | クラレンス・ナッシュ | 関時男             | 山寺宏一 | 山寺宏一 |
| グーフィー     | ピント・コルヴィッグ | 小山武宏           | -        | 島香裕   |
| ナレーション   | -                    | 江原正士           | -        | -        |

## 映像ソフト化
- （日本語）『アニメフェスティバルI』（VHS、ポニーキャニオン、1985年発売）
- （日本語）『ディズニー・アニメでレッツ・リラックス』（VHS、バンダイ、東京都台東区駒形1丁目4番8号、1986年12月25日発売）
- （日本語、英語）『夢と魔法の宝石箱 がんばれミッキー』（VHS、バンダイ、東京都台東区駒形1丁目4番8号、1988年10月7日発売、該当時間: 30分）
- 『Walt Disney Mini Classics ミッキーのマジカルワールド』（VHS、ブエナ・ビスタ・ホーム・エンターテイメント、東京都台東区駒形1丁目4番8号、1991年3月15日、該当時間: 30分）
- （日本語）『ミッキー&オールスターズ マジカルセレクション』（VHS、ブエナ・ビスタ・ホーム・エンターテイメント、1998年5月22日発売）
- 『ミッキーマウス／カラー・エピソード Vol.1 限定保存版』（DVD、ブエナ・ビスタ・ホーム・エンターテイメント、2001年12月4日〈北米〉、2004年6月18日〈日本〉）